# Llista d'asteroides/214701-214800
| Nom      | Designació provisional | Data de descobriment   | Lloc de descobriment | Descobridor/s          |
| -------- | ---------------------- | ---------------------- | -------------------- | ---------------------- |
| 214701 - | 2006 SM338             | 28 de setembre de 2006 | Kitt Peak            | Spacewatch             |
| 214702 - | 2006 SK339             | 28 de setembre de 2006 | Kitt Peak            | Spacewatch             |
| 214703 - | 2006 SW343             | 28 de setembre de 2006 | Kitt Peak            | Spacewatch             |
| 214704 - | 2006 SW345             | 28 de setembre de 2006 | Kitt Peak            | Spacewatch             |
| 214705 - | 2006 SF353             | 30 de setembre de 2006 | Catalina             | CSS                    |
| 214706 - | 2006 SS358             | 30 de setembre de 2006 | Catalina             | CSS                    |
| 214707 - | 2006 SJ383             | 29 de setembre de 2006 | Apache Point         | A. C. Becker           |
| 214708 - | 2006 ST387             | 30 de setembre de 2006 | Apache Point         | A. C. Becker           |
| 214709 - | 2001 QV290             | 30 de setembre de 2006 | Apache Point         | A. C. Becker           |
| 214710 - | 2001 YL125             | 26 de setembre de 2006 | Catalina             | CSS                    |
| 214711 - | 2006 SS393             | 30 de setembre de 2006 | Catalina             | CSS                    |
| 214712 - | 2006 SW394             | 26 de setembre de 2006 | Kitt Peak            | Spacewatch             |
| 214713 - | 2001 KX60              | 20 de setembre de 2006 | Socorro              | LINEAR                 |
| 214714 - | 2006 TJ                | 2 d'octubre de 2006    | Mayhill              | A. Lowe                |
| 214715 - | 2006 TF7               | 10 d'octubre de 2006   | San Marcello         | L. Tesi and G. Fagioli |
| 214716 - | 2006 TD8               | 13 d'octubre de 2006   | Desert Moon          | B. L. Stevens          |
| 214717 - | 2006 TE8               | 4 d'octubre de 2006    | Mount Lemmon         | Mt. Lemmon Survey      |
| 214718 - | 2006 TM8               | 4 d'octubre de 2006    | Mount Lemmon         | Mt. Lemmon Survey      |
| 214719 - | 2000 WC195             | 13 d'octubre de 2006   | Dax                  | Dax                    |
| 214720 - | 2006 TB11              | 2 d'octubre de 2006    | Kitt Peak            | Spacewatch             |
| 214721 - | 2006 TZ13              | 10 d'octubre de 2006   | Palomar              | NEAT                   |
| 214722 - | 2006 TO15              | 11 d'octubre de 2006   | Kitt Peak            | Spacewatch             |
| 214723 - | 2006 TY16              | 11 d'octubre de 2006   | Kitt Peak            | Spacewatch             |
| 214724 - | 2006 TH17              | 11 d'octubre de 2006   | Kitt Peak            | Spacewatch             |
| 214725 - | 2006 TE18              | 11 d'octubre de 2006   | Kitt Peak            | Spacewatch             |
| 214726 - | 2006 TP19              | 11 d'octubre de 2006   | Kitt Peak            | Spacewatch             |
| 214727 - | 2006 TS19              | 11 d'octubre de 2006   | Kitt Peak            | Spacewatch             |
| 214728 - | 2001 SC262             | 11 d'octubre de 2006   | Kitt Peak            | Spacewatch             |
| 214729 - | 2006 TH24              | 12 d'octubre de 2006   | Kitt Peak            | Spacewatch             |
| 214730 - | 2006 TN24              | 12 d'octubre de 2006   | Kitt Peak            | Spacewatch             |
| 214731 - | 2006 TG25              | 12 d'octubre de 2006   | Kitt Peak            | Spacewatch             |
| 214732 - | 2006 TM30              | 12 d'octubre de 2006   | Kitt Peak            | Spacewatch             |
| 214733 - | 2006 TB31              | 12 d'octubre de 2006   | Kitt Peak            | Spacewatch             |
| 214734 - | 2006 TA33              | 12 d'octubre de 2006   | Kitt Peak            | Spacewatch             |
| 214735 - | 2006 TU37              | 12 d'octubre de 2006   | Kitt Peak            | Spacewatch             |
| 214736 - | 2006 TY38              | 12 d'octubre de 2006   | Kitt Peak            | Spacewatch             |
| 214737 - | 2006 TK39              | 12 d'octubre de 2006   | Kitt Peak            | Spacewatch             |
| 214738 - | 2006 TB41              | 12 d'octubre de 2006   | Kitt Peak            | Spacewatch             |
| 214739 - | 2001 WB56              | 12 d'octubre de 2006   | Kitt Peak            | Spacewatch             |
| 214740 - | 2006 TT43              | 12 d'octubre de 2006   | Kitt Peak            | Spacewatch             |
| 214741 - | 2006 TH46              | 12 d'octubre de 2006   | Kitt Peak            | Spacewatch             |
| 214742 - | 2006 TL51              | 12 d'octubre de 2006   | Kitt Peak            | Spacewatch             |
| 214743 - | 2006 TP51              | 12 d'octubre de 2006   | Kitt Peak            | Spacewatch             |
| 214744 - | 2006 TQ51              | 12 d'octubre de 2006   | Kitt Peak            | Spacewatch             |
| 214745 - | 1999 AM26              | 12 d'octubre de 2006   | Palomar              | NEAT                   |
| 214746 - | 2006 TY56              | 14 d'octubre de 2006   | Lulin                | C.-S. Lin and Q.-z. Ye |
| 214747 - | 2006 TU57              | 15 d'octubre de 2006   | Catalina             | CSS                    |
| 214748 - | 2006 TR59              | 13 d'octubre de 2006   | Kitt Peak            | Spacewatch             |
| 214749 - | 2006 TO60              | 13 d'octubre de 2006   | Kitt Peak            | Spacewatch             |
| 214750 - | 2003 FJ51              | 11 d'octubre de 2006   | Kitt Peak            | Spacewatch             |
| 214751 - | 2006 TJ71              | 11 d'octubre de 2006   | Palomar              | NEAT                   |
| 214752 - | 2006 TR71              | 11 d'octubre de 2006   | Palomar              | NEAT                   |
| 214753 - | 2006 TD75              | 11 d'octubre de 2006   | Palomar              | NEAT                   |
| 214754 - | 2006 TC77              | 11 d'octubre de 2006   | Palomar              | NEAT                   |
| 214755 - | 2000 ST321             | 12 d'octubre de 2006   | Palomar              | NEAT                   |
| 214756 - | 2006 TW79              | 13 d'octubre de 2006   | Kitt Peak            | Spacewatch             |
| 214757 - | 1995 UE24              | 13 d'octubre de 2006   | Kitt Peak            | Spacewatch             |
| 214758 - | 2006 TY93              | 15 d'octubre de 2006   | Kitt Peak            | Spacewatch             |
| 214759 - | 2006 TH95              | 13 d'octubre de 2006   | Lulin                | C.-S. Lin and Q.-z. Ye |
| 214760 - | 2001 SK336             | 15 d'octubre de 2006   | Kitt Peak            | Spacewatch             |
| 214761 - | 2006 TN103             | 15 d'octubre de 2006   | Kitt Peak            | Spacewatch             |
| 214762 - | 2006 TU108             | 11 d'octubre de 2006   | Apache Point         | A. C. Becker           |
| 214763 - | 2006 TZ109             | 12 d'octubre de 2006   | Kitt Peak            | Spacewatch             |
| 214764 - | 2002 AV133             | 12 d'octubre de 2006   | Apache Point         | A. C. Becker           |
| 214765 - | 2001 RF39              | 16 d'octubre de 2006   | Catalina             | CSS                    |
| 214766 - | 1997 MV2               | 16 d'octubre de 2006   | Catalina             | CSS                    |
| 214767 - | 2000 SE324             | 16 d'octubre de 2006   | Kitt Peak            | Spacewatch             |
| 214768 - | 2006 UQ10              | 17 d'octubre de 2006   | Mount Lemmon         | Mt. Lemmon Survey      |
| 214769 - | 2000 OY56              | 16 d'octubre de 2006   | Kitt Peak            | Spacewatch             |
| 214770 - | 2006 UP59              | 19 d'octubre de 2006   | Catalina             | CSS                    |
| 214771 - | 2006 UR62              | 20 d'octubre de 2006   | Kitt Peak            | Spacewatch             |
| 214772 - | 2005 NY96              | 23 d'octubre de 2006   | Vallemare Borbona    | V. S. Casulli          |
| 214773 - | 2006 UU64              | 22 d'octubre de 2006   | Goodricke-Pigott     | R. A. Tucker           |
| 214774 - | 2006 UC67              | 16 d'octubre de 2006   | Catalina             | CSS                    |
| 214775 - | 2006 UL71              | 16 d'octubre de 2006   | Bergisch Gladbach    | W. Bickel              |
| 214776 - | 2006 UD75              | 17 d'octubre de 2006   | Catalina             | CSS                    |
| 214777 - | 1995 UA19              | 17 d'octubre de 2006   | Mount Lemmon         | Mt. Lemmon Survey      |
| 214778 - | 2006 UX79              | 17 d'octubre de 2006   | Mount Lemmon         | Mt. Lemmon Survey      |
| 214779 - | 2006 UB80              | 17 d'octubre de 2006   | Mount Lemmon         | Mt. Lemmon Survey      |
| 214780 - | 2001 UG139             | 17 d'octubre de 2006   | Mount Lemmon         | Mt. Lemmon Survey      |
| 214781 - | 2006 UB85              | 17 d'octubre de 2006   | Mount Lemmon         | Mt. Lemmon Survey      |
| 214782 - | 2006 UR90              | 17 d'octubre de 2006   | Kitt Peak            | Spacewatch             |
| 214783 - | 2006 UR92              | 18 d'octubre de 2006   | Kitt Peak            | Spacewatch             |
| 214784 - | 2006 UG105             | 18 d'octubre de 2006   | Kitt Peak            | Spacewatch             |
| 214785 - | 2005 MS22              | 19 d'octubre de 2006   | Kitt Peak            | Spacewatch             |
| 214786 - | 1982 DB2               | 19 d'octubre de 2006   | Kitt Peak            | Spacewatch             |
| 214787 - | 2006 UE135             | 19 d'octubre de 2006   | Kitt Peak            | Spacewatch             |
| 214788 - | 2004 GY45              | 19 d'octubre de 2006   | Kitt Peak            | Spacewatch             |
| 214789 - | 2001 EJ26              | 19 d'octubre de 2006   | Mount Lemmon         | Mt. Lemmon Survey      |
| 214790 - | 2001 UB208             | 21 d'octubre de 2006   | Mount Lemmon         | Mt. Lemmon Survey      |
| 214791 - | 2006 UZ174             | 16 d'octubre de 2006   | Catalina             | CSS                    |
| 214792 - | 2006 UT175             | 16 d'octubre de 2006   | Catalina             | CSS                    |
| 214793 - | 2006 UX175             | 16 d'octubre de 2006   | Catalina             | CSS                    |
| 214794 - | 2006 UA178             | 16 d'octubre de 2006   | Catalina             | CSS                    |
| 214795 - | 1993 TO33              | 16 d'octubre de 2006   | Catalina             | CSS                    |
| 214796 - | 2005 MJ20              | 16 d'octubre de 2006   | Catalina             | CSS                    |
| 214797 - | 2004 FV39              | 16 d'octubre de 2006   | Catalina             | CSS                    |
| 214798 - | 2006 US188             | 19 d'octubre de 2006   | Catalina             | CSS                    |
| 214799 - | 2006 UU197             | 20 d'octubre de 2006   | Kitt Peak            | Spacewatch             |
| 214800 - | 2006 UO202             | 22 d'octubre de 2006   | Catalina             | CSS                    |